# Portugal i olympiska vinterspelen 1988
Portugal deltog med fem deltagare vid de olympiska vinterspelen 1988 i Calgary. Ingen av landets deltagare erövrade någon medalj.